# Riu Loa
El Loa és un riu del nord de Xile, situat entre la Regió de Tarapacá i la Regió d'Antofagasta. Amb una longitud de 440 quilòmetres, és el riu més llarg de Xile. Creua gran part del desert d'Atacama des del seu origen a la serralada dels Andes fins a arribar a l'oceà Pacífic.
El Loa forma una conca hidrogràfica que supera els 33.570 km², sent la més gran de tot el país i l'única exorreica de tota la Regió d'Antofagasta. Malgrat la seva gran superfície, el Loa té un baix cabal a causa de les característiques desèrtiques dels voltants, cosa que no impedeix que formi importants oasi al llarg del seu recorregut.
Els seus principals influents són el riu San Pedro i el riu Salado, tots dos pel marge esquerre.